# Guerre franco-syrienne
Guerre franco-syrienne
Batailles
Révolte alaouite de 1919 • Prise de Damas (1920) • Bataille de Khan Mayssaloun • Raid de Samakh • émeutes de Jérusalem de 1920
La guerre franco-syrienne est une guerre qui oppose la République française au royaume arabe de Syrie de mars à juillet 1920.

## Contexte

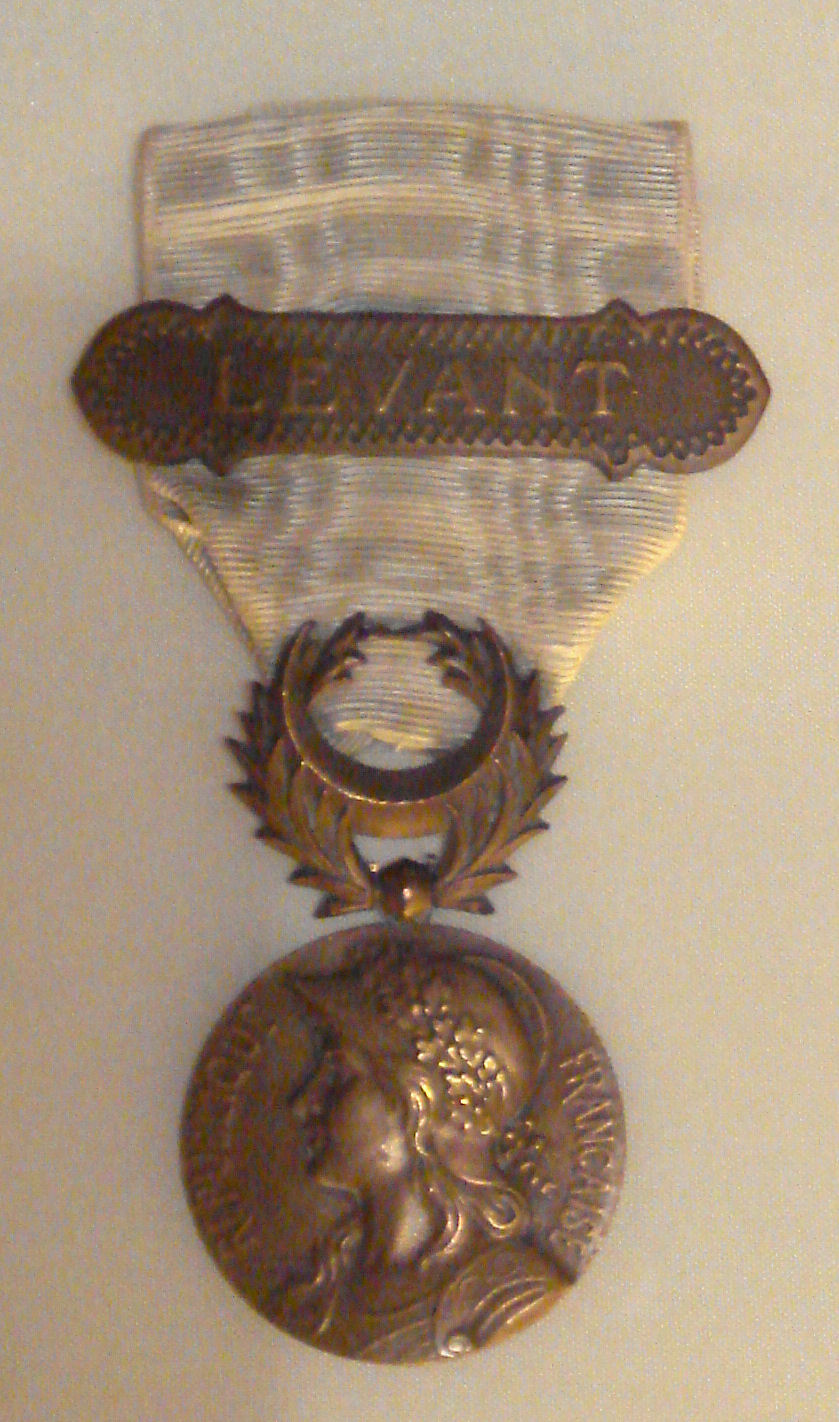
Médaille commémorative de Syrie-Cilicie, créée en 1922.

Vers la fin de la Première Guerre mondiale, le corps expéditionnaire d'Égypte commandé par Allenby s'empare de Damas, le 30 septembre 1918, et trois jours après, le prince Fayçal y fait aussi son entrée dans le contexte de la fin de la Grande Révolte arabe de 1916-1918 contre les Ottomans. Le 5 octobre suivant, Allenby lui permet de constituer un gouvernement constitutionnel.
Suivant les accords Sykes-Picot de 1916 (dont la teneur ne sera révélée que bien plus tard),
qui partage les terres du Levant de l'Empire ottoman entre Français et Britanniques, la France installe en Syrie et au Liban une administration militaire sous le commandement du général Gouraud à la tête de l'armée du Levant. En même temps, des groupes nationalistes, tels que la ligue de la jeunesse arabe, préparent la tenue d'un congrès prévoyant la formation d'un royaume arabe confié aux Hachémites, famille à laquelle appartient Fayçal.
La première session du congrès syrien se tient le 3 juin 1919 sous la présidence de Hachem al-Atassi et le 2 juillet 1919 le congrès vote des résolutions en faveur de l'institution d'une monarchie constitutionnelle arabe confiée à Fayçal. L'espoir de ces organisations repose en une aide hypothétique des Britanniques et des Américains contre l'administration française ; mais les Britanniques, respectueux des accords de 1916, évacuent leurs troupes de Syrie.
En janvier 1920, Clemenceau arrive à un arrangement avec Fayçal selon lequel
la France pourrait retirer ses troupes et appuyer la formation d'une Syrie indépendante à condition d'accepter une administration dont les cadres seraient formés et contrôlés par la France. En effet, selon le point de vue français, la Grande Syrie pour l'instant est structurellement dans l'impossibilité au point de vue sociétal, économique et politique à court terme de former et assurer seule un État moderne. Ce compromis mécontente finalement les nationalistes qui espèrent que le sentiment très anti-français de Fayçal va le pousser à le dénoncer, ce qu'il fait.

## Déroulement de la guerre

### Révoltes

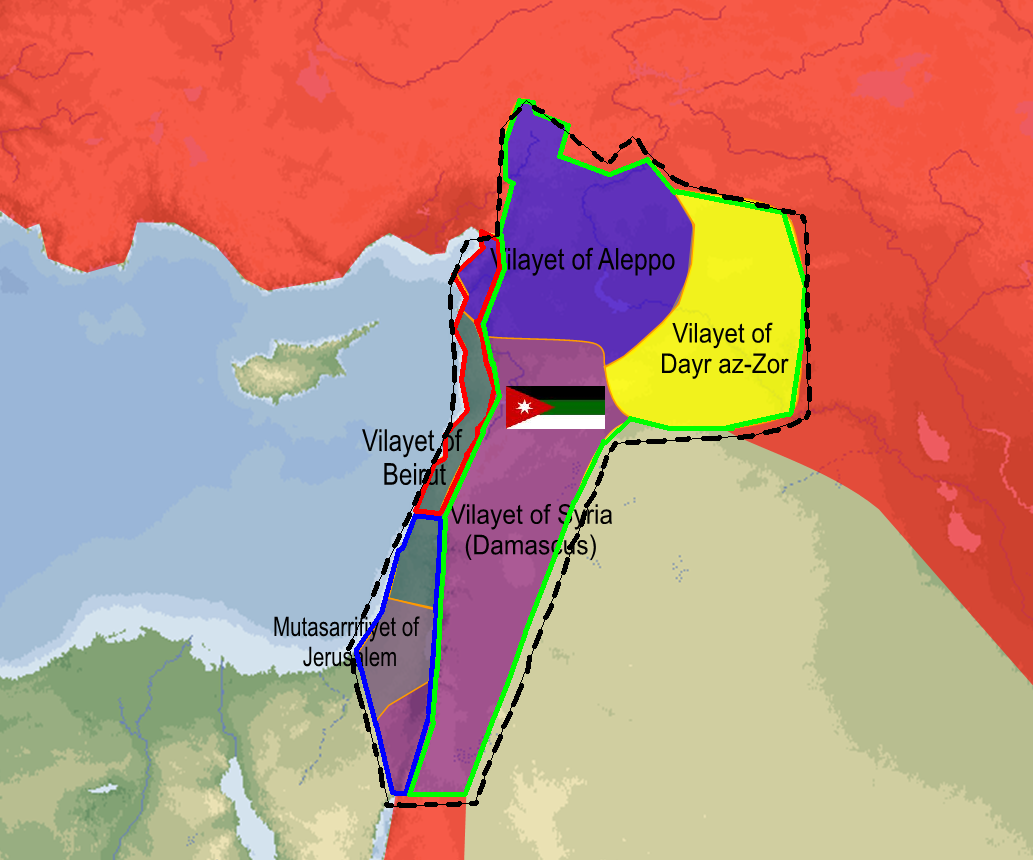
Carte de l'éphémère royaume arabe de Syrie, tel que le congrès le prévoyait (8 mars 1920).

Après les négociations de janvier 1920 avec Clemenceau, les forces françaises sont de plus en plus visées par des attaques sporadiques de milices arabes ou alaouites (dirigées par Saleh al-Ali, elles avaient commencé dès juin 1919), mais les alaouites dans leur ensemble ne les suivent pas et les chrétiens, touchés eux aussi par les milices nationalistes arabes, sont plutôt légalistes. Le congrès syrien regroupant les nationalistes proclame à Damas le 8 mars 1920 un royaume arabe de Syrie avec Fayçal à sa tête et Hachem al-Atassi comme Premier ministre.
La France et le Royaume-Uni s'opposent immédiatement à ce nouveau royaume qui regrouperait la Palestine, le Liban et la Transjordanie, en plus de la Syrie actuelle ; elles répliquent à la conférence de San Remo et la SDN leur donne explicitement mandat en avril 1920 pour se partager les territoires du Levant : au Royaume-Uni reviennent la Palestine, la Jordanie et la Mésopotamie, à la France, la Syrie y compris le Liban. Les nationalistes sont isolés sur la scène internationale et des affrontements comme celui de Tel Hai, ne font que renforcer le soutien de la communauté internationale envers le mandat français en Syrie.
Forte de son mandat, la France par l'intermédiaire de son haut commissaire, le général Gouraud, envoie un ultimatum à ce « gouvernement » syrien de cesser les troubles et de se soumettre à l'autorité administrative française. Finalement préoccupé par un combat inégal, Fayçal se soumet le 14 juillet 1920, mais son message n'atteint pas son ministre de la défense, Youssef al-Azmeh, qui décide d'attaquer les troupes françaises à Khan Mayssaloun. Cela conduit à une défaite et les nationalistes syriens se débandent.

### Bataille de Khan Mayssaloun
Malgré la soumission de Fayçal, Youssef al-Azmeh refuse de se soumettre, laissant mal augurer de la véritable autorité du roi de Syrie. Il lève une petite armée, mal équipée et mal formée face aux troupes françaises de l'armée du Levant. Voulait-il se battre pour l'honneur? Toujours est-il que ses troupes sont aussitôt battues par les douze mille hommes du général Goybet et qu'Youssef al-Azmeh est tué dans la bataille.

### Prise de Damas
Cette guerre rapide est terminée le 24 juillet 1920, lorsque les troupes françaises, après avoir assiégé Damas, font leur entrée dans la ville sans rencontrer de résistance. L'éphémère royaume arabe de Syrie est aboli le lendemain, le mandat français établi dans les faits.

## Conséquences
Le roi Fayçal est expulsé à Londres, puis il deviendra roi de Mésopotamie mandataire (Irak). La puissance mandataire française opère un regroupement administratif des provinces et régions, dans ce Levant fortement marqué par plusieurs siècles de présence ottomane. Les Ottomans avaient divisé les provinces en entités administratives servant à récolter l'impôt, mais la corruption endémique, le sous-développement socio-économique et l'absence d'unités étatiques rendent la tâche malaisée. La France va s'appuyer sur les élites locales déjà en place, c'est-à-dire d'un point de vue économique sur la bourgeoisie commerçante sunnite et chrétienne, tout en favorisant la formation de petits employés administratifs et de soldats alaouites, issus d'une communauté méprisée car considérée par la majorité sunnite comme « hérétique » et insoumise, et de ce fait isolée.
Le territoire est tout de suite divisé en différentes entités administratives : l'État de Damas, l'État d'Alep, l'État alaouite, l'État du Grand Liban. En 1921, l'administration rajoute l'État druze au sud et le petit sandjak autonome d'Alexandrette au nord (donné en juin 1939 à la Turquie).

## Articles annexes
- Royaume arabe de Syrie
- Révolte Hananu (en) (région d'Alep, 1920-1921)
- Bataille de Khan Mayssaloun
- Campagne de Cilicie